# Krivelj
Krivelj (serbisch-kyrillisch Кривељ) ist ein serbisches Dorf in der Opština Bor und im Okrug Bor.

## Lage
Krivelj liegt acht Kilometer nördlich von Bor auf etwa 350 m Höhe am Bach Kriveljska sowie am Fuß des Bergrückens Veliki krš (1148 m). Es besitzt einen Bahnhof (Maly Krivelj) an der Bahnstrecke Vražogrnac–Mala Krsna, der sich drei Kilometer westlich des Ortes befindet.

## Einwohner
Die Volkszählung 2002 ergab, dass 1.316 Menschen im Dorf leben.

Weitere Volkszählungen:
- 1948: 2.856
- 1953: 2.741
- 1961: 2.858
- 1971: 3.137
- 1981: 2.026
- 1991: 1.586

## Wirtschaft
Die Einwohner von Krivelj sind etwa zu 80 Prozent Bauern. Es werden Kühe, Schweine, Hühner, Schafe und vereinzelt Pferde gezüchtet, aber nur zum Eigengebrauch. Die Produkte der Bauern, wie zum Beispiel Milch und Käse, werden auf Märkten in der ganzen Region verkauft. Die meisten Bauern sind arm, sie haben eine geringe Rente, die umgerechnet höchstens 100 Euro beträgt. Sie sind auf die finanzielle Unterstützung durch ihre im Ausland, vorrangig in Österreich, Deutschland und der Schweiz, lebenden Angehörigen angewiesen.